# Classe Impavido
Le navi della classe Impavido della Marina Militare, successiva alla classe Indomito, furono le prime unità missilistiche progettate e costruite in Italia. Entrate in servizio agli inizi degli anni sessanta sono state radiate all'inizio degli anni novanta e sostituite dalla classe Ammiragli. Furono navi all'avanguardia nel campo dei sensori imbarcati e dei sistemi d'arma.

## Caratteristiche
Derivate dalla precedente classe Impetuoso di cui conservavano le linee generali dello scafo, ma con dislocamento e dimensioni leggermente incrementati, erano navi ampiamente automatizzate, sia nei sensori di scoperta, e negli impianti d'arma, che nell'apparato motore, e avevano una notevole stabilità di piattaforma, essendo dotate fra l'altro di ben tre coppie di pinne stabilizzatrici Denny Brown, e duttilità d'impiego, che le rendeva idonee ad operare in missioni di scorta al naviglio mercantile, e particolarmente adatte alla lotta antiaerea e antisommergibili. La stabilizzazione dello scafo riducendo l'ampiezza delle oscillazioni di rollio consentiva un più preciso impiego delle armi e delle apparecchiature stabilizzate, una maggiore possibilità di impiego di armi o apparecchiature non stabilizzate o parzialmente stabilizzate, minor disagio del personale sia nella vita di bordo durante la navigazione che nell'impiego delle unità. Lo scafo è a ponte continuo con cassero centrale, raccordato verso poppa da un'ampia tuga, alla cui estremità vi era la rampa di lancio dei missili antiaerei e a estrema poppa era allestita una piattaforma per l'eventuale appontaggio per elicotteri. La sovrastruttura divisa in due blocchi, il primo dei quali ospitava verso prora la plancia di comando, sul cui cielo era presente la direzione di tiro del cannone prodiero e verso poppa il primo dei due fumaioli in cui confluivano gli scariche dell'apparato motore. Il primo blocco era sormontato dall'albero di trinchetto sul quale erano collocate diverse apparecchiature elettroniche, tra cui il radar di scoperta aeronavale e il radar di navigazione e scoperta di superficie. Il secondo blocco, che ospitava il secondo fumaiolo, era sormontato dall'albero di maestra alla cui sommità era collocato il radar di scoperta aerea tridimensionale a lungo raggio; ai lati del secondo blocco, disposti due per ogni lato, i quattro cannoni antiaerei alla cui guida erano asserviti due radar di tiro disposti uno per lato e collocati sul cielo del secondo blocco. A poppavia del secondo fumaiolo i due radar guidamissili e la rampa dei missili antiaerei.
La propulsione era a vapore con quattro caldaie Foster Wheeler alimentate inizialmente a nafta e due turbine collegati agli assi delle due eliche mediante due gruppi turboriduttori. L'apparato motore forniva una potenza di 70 000 hp, consentendo una velocità massima di 34 nodi ed un'autonomia di 5 000 miglia a 16 nodi. L'apparato motore, pur non essendo concettualmente diverso rispetto a quello degli Indomito, presentava tuttavia degli accorgimenti e delle migliorie, le più significative delle quali erano la suddivisione in due complessi non contigui, del tutto indipendenti uno dall'altro e collegati ciascuno ad una linea d'assi e la possibilità di conduzione a distanza della centrale di propulsione. L'automazione della propulsione consentiva una condotta più economica e funzionale e una notevole flessibilità che consentiva rapide variazioni della velocità.

Il motto dell'Impavido

Le unità di questa classe erano simili per prestazioni ai cacciatorpediniere statunitensi della classe Charles F. Adams, ma con una batteria di cannoni anziché di missili ASROC perché nel Mediterraneo era valutata maggiore la minaccia portata dagli aerei piuttosto che dai sottomarini.
L'armamento antiaereo a medio raggio era costituito da una rampa singola per missili Tartar, a propellente solido, con guida iniziale su fascio direttore e successivamente con guida semi-attiva. La difesa antiaerea ravvicinata era costituita di una torre binata prodiera da 127/38 mm, arma duale utile anche in funzione antinave e nel tiro controcosta, e da quattro cannoni singoli da 76/62 mm O.T.O. Melara, disposti lateralmente a centro nave; anche questi cannoni avevano capacità antinave e potevano essere impiegati anche per il tiro controcosta. L'armamento antisommergibile era costituito da due lanciasiluri trinati Mk 32 per siluri leggeri filoguidati da 324 mm e di un sonar a media frequenza M.F. AN/SQS-23B.
La componente elettronica si avvaleva di un radar di scoperta aerea tridimensionale a lungo raggio Frescan AN/SPS-39, posizionato sull'albero di maestra, costituito da un robusto quadripode; sull'albero di trinchetto trovavano posto sia il radar di scoperta aeronavale R.C.A. AN/SPS-12, posizionato su una mensola, sia il radar di navigazione e scoperta di superficie S.M.A. MM/SPQ-2, posto in posizione più elevata mentre a poppavia del secondo fumaiolo c'erano i due radar guidamissili Raytheon AN/SPG-51 asserviti ai Tartar. Sul cielo della plancia era posizionata la direzione del tiro del cannone prodiero e alla sommità lati del secondo blocco della sovrastruttura due direzioni di tiro NA-9, una per lato asservite ai calibri secondari.
Prima della progettazione era stata riconosciuta l'importanza di dotare queste navi di un elicottero, ma non apparve opportuno farlo senza aver preventivamente acquisito le necessarie esperienze (le fregate della classe Bergamini, prime unità elicotteristiche della marina, furono costruite quasi simultaneamente a questi caccia), mentre c'era urgente bisogno di metterle in servizio, in quanto la linea di cacciatorpediniere era abbastanza vetusta e per la fine degli anni sessanta era prevista la fine dell'attività operativa di Artigliere, Aviere, San Giorgio e San Marco, tutte navi risalenti alla seconda guerra mondiale.
Nel 1970 venne comunque avviata la sperimentazione dell'Agusta A106, ma le difficoltà all'impiego notturno e la scarsa autonomia del velivolo portarono nel luglio 1972 all'abbandono del progetto; restò comunque la possibilità di appontaggio e decollo di un elicottero sulla piattaforma appositamente allestita ad estrema poppa.
Le due unità vennero sottoposte negli anni settanta ad un programma di ammodernamento che ha riguardato soprattutto l'elettronica di bordo e l'armamento, con nuovi radar di scoperta e per la direzione del tiro e un generale miglioramento dei sensori. Gli aggiornamenti vennero eseguiti per Intrepido dal 1974 al 1975 e per Impavido dal 1976 al 1977.
Le modifiche all'armamento hanno visto l'adozione di una rampa singola Mk.13 per missili Standard SM-1 con capacità di magazzino di 40 missili e l'imbarco di due lanciarazzi multipli da 105 mm SCLAR Breda/Elsag. Gli ammodernamenti all'elettronica hanno riguardato la sostituzione del vecchio radar tridimensionale Frescan AN/SPS-39, con il più moderno Hughes AN/SPS-52, la sostituzione delle vecchie Direzioni di Tiro con tre centrali Orion RTN 10X sia per il calibro principale che per quello secondario, che vennero collocate una sul cielo della plancia di comando, asservita ai cannoni prodieri da 127/38 mm e le altre due, asservite ai calibri da 76/62 mm, in posizione laterale e simmetrica alla sommità del secondo blocco della sovrastruttura.
I lavori di ammodernamento hanno anche riguardato la riconversione dell'apparato motore da nafta, al più leggero gasolio, per standardizzazione NATO.

## Servizio

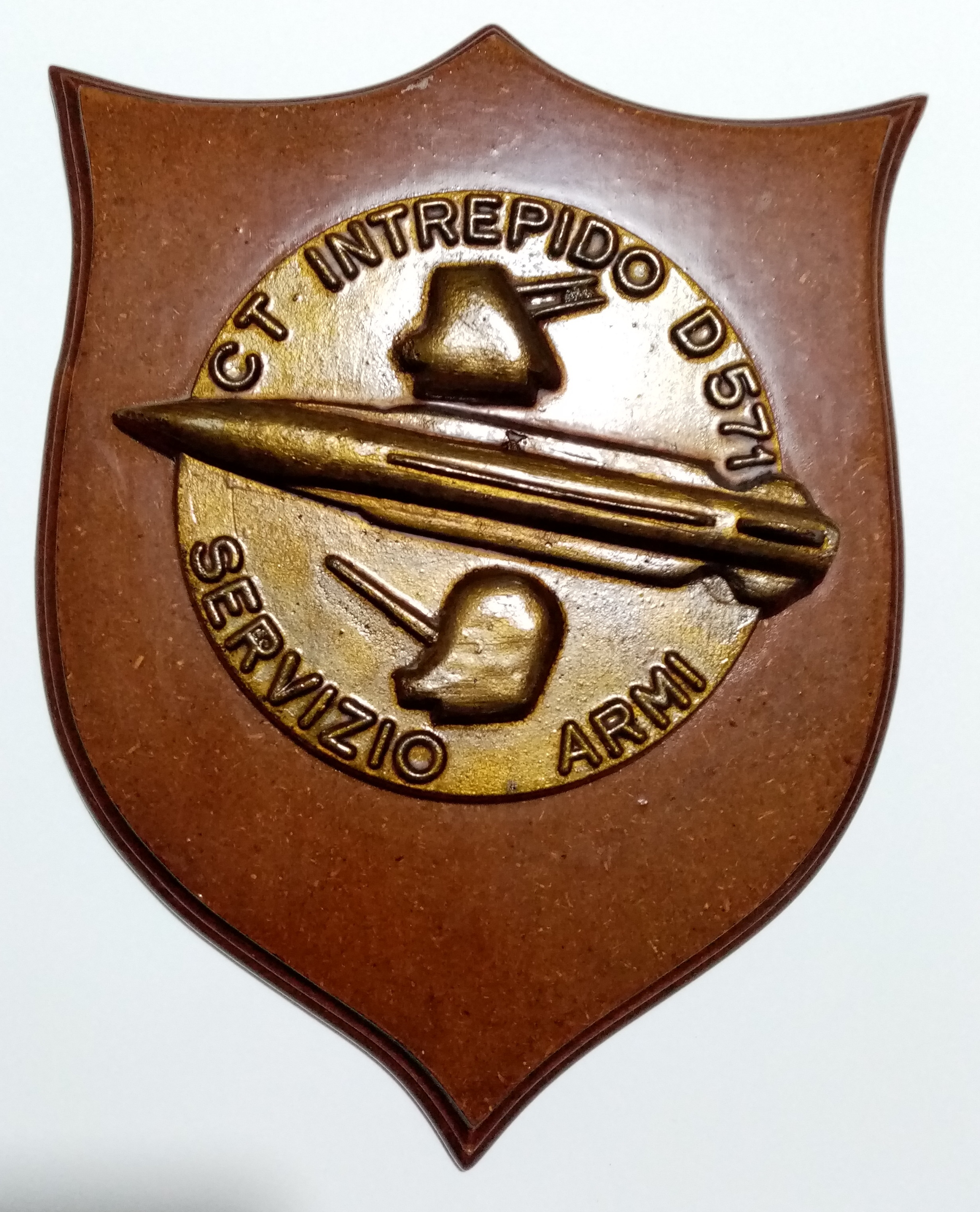
Crest del Servizio Armi del C.T. Intrepido (D571)

Entrate in servizio tra il 1963 ed il 1964, dopo aver prestato servizio per circa 30 anni, sono state messe in disarmo fra il 1991 e il 1992, sostituite dalle unità della classe Durand de la Penne. La consegna della Bandiera di Combattimento di Nave Intrepido avvenne il 2 Maggio 1965 nel porto di Savona, e fu donata dal locale Gruppo ANMI "Vanni Folco". Il cacciatorpediniere Impavido, dalla sua entrata in servizio nel 1963, fu assegnato alla Base di Taranto, mentre l'Intrepido rimase in un primo tempo a La Spezia, per essere poi ridislocato a Taranto a partire dal 1975. Nella base di Taranto le due unità fecero parte del 2º Gruppo Navale d'Altura della IIª Divisione Navale.
Le unità presero parte a diverse crociere e missioni anche a livello internazionale. Dopo il passaggio in disarmo esse rimasero ormeggiate presso le banchine dell'Arsenale di Taranto, prima di essere definitivamente vendute per la demolizione a cantieri specializzati napoletani (SIMONT S.p.A.) fra il 1999 e il 2000.
Nel 1973 l'Impavido venne impiegato in una crociera estiva come nave scuola in favore degli Allievi del 1º anno di Corso dell'Accademia di Livorno. In quell'estate, in seguito all'indisponibilità dell'Amerigo Vespucci, a causa del protrarsi dei lavori di manutenzione, la crociera estiva degli allievi del 1º anno di Corso venne riprogrammata con itinerari differenti, sparpagliati a rotazione su quattro navi di squadra: Etna, Doria, Impavido e Carabiniere. L'Impavido al comando del capitano di vascello Pirozzi, insieme al Carabiniere, al comando del capitano di fregata Mariotti, nel corso della crocierà effettuò visite a Taranto, Suda, Sebastopoli, Odessa, Istanbul, Portoferraio.

## Le unità
| Marina Militare Classe Impavido | Marina Militare Classe Impavido | Marina Militare Classe Impavido | Marina Militare Classe Impavido | Marina Militare Classe Impavido | Marina Militare Classe Impavido | Marina Militare Classe Impavido | Marina Militare Classe Impavido |
| Matricola                       | Nome                            | Cantiere                        | Impostazione                    | Varo                            | Entrata in servizio             | ITU                             | Radiazione                      |
| ------------------------------- | ------------------------------- | ------------------------------- | ------------------------------- | ------------------------------- | ------------------------------- | ------------------------------- | ------------------------------- |
| D 570                           | Impavido                        | Riva Trigoso                    | 1957                            | 1962                            | 1963                            |                                 | 1992                            |
| D 571                           | Intrepido                       | Ansaldo Livorno                 | 1959                            | 1962                            | 1964                            |                                 | 1991                            |

## Storia
I nomi Impavido e Intrepido furono portate in passato nella storia della marina italiana da altre unità:

### Impavido
Questa fu la seconda unità entrata in servizio a portare questo nome. La prima fu un cacciatorpediniere costruito nel cantiere Pattison di Napoli che prestò servizio dal 1913 al 1937, venendo classificato nel 1929 torpediniera.

### Intrepido
Questa fu la terza unità entrata in servizio a portare questo nome. 
La prima fu un brigantino a vela costruito a Regio Cantiere navale di Castellammare di Stabia che entrato in servizio nel 1839 nella marina borbonica ed incorporato nella Regia Marina nel 1861 venne radiato nel 1863. 
La seconda unità fu un cacciatorpediniere, varato nel 1912 nel cantiere Pattison di Napoli e completato nel 1913 che nel corso del primo conflitto mondiale venne perduto nel 1915. questa unità apparteneva alla Classe Indomito, una classe navale ben riuscita che fu la prima a dotarsi di turbine in sostituzione delle motrici alternative.

### Torpedoboote Ausland
Altre due unità furono nella Regia Marina furono varate con i nomi Impavido ed Intrepido, ma non fecero in tempo a entrare in servizio. Erano due torpediniere della classe Ciclone che, prima che fossero completate, vennero catturate dai tedeschi in seguito alle vicende armistiziali, entrando a far parte delle Torpedoboote Ausland della Kriegsmarine.
La torpediniera Impavido, costruita nei Cantieri del Tirreno di Riva Trigoso, venne varata il 24 febbraio 1943 e fu catturata dai tedeschi nel settembre dello stesso anno. Completata ed incorporata nella Kriegsmarine, venne rinominata TA 23 e fu affondata da una mina il 25 aprile 1944.
La torpediniera Intrepido, costruita a Riva Trigoso e varata il giorno dell'armistizio, venne catturata dai tedeschi nel settembre 1943. Completata e rinominata TA 25, venne affondata da un'unità navale statunitense il 21 giugno 1944.